# Торлор

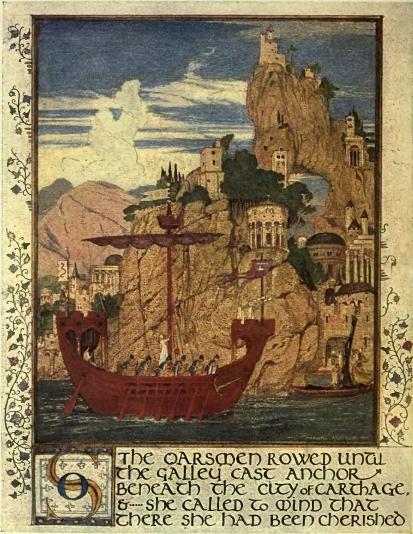
Максвелл Армфилд. Иллюстрация к «Окассену и Николетте», 1910

Торлор (фр. Torelore) — небольшое вымышленное королевство, описанное во французском анонимном рыцарском романе первой половины XIII века «Окассен и Николетта». Этимологию чаще всего связывали с названием города Турлюр (Turelure), под которым вплоть до XIX века в народе был известен средневековый окситанский порт Эг-Морт (Aigues-mortes). Некоторые исследователи отождествляли королевство с другими географическими объектами на средиземноморском побережье. По сюжету, рыцарь Окассен, сын графа Бокера, и магометанская пленница Николетта бегут от гнева его родителей, узнавших о том, что молодые люди любят друг друга. После бури на корабле купцов они попадают в незнакомую страну. При её описании становится известно, что король лежит в замке в родовых муках. Такое поведение исследователи связывают с кувадой — обрядовой имитацией родов мужем роженицы (мужчина симулирует родовые схватки, ложится в постель роженицы, принимает поздравления с благополучным для него исходом родов, нянчит ребёнка и тому подобное). Этот обычай не является изолированным явлением, прослеживающимся лишь у одного или нескольких племён и народов. Кувада была распространена во всех частях света, в том числе и в Средиземноморском регионе, где происходит действие романа.
Во время «родов» мужа королева ведёт всех жителей в битву «печёными яблоками, яйцами и свежими сырами». Окассен бросается на врагов королевства и многих убивает. Однако местные жители требуют, чтобы его изгнали. Оказывается, что убийство в стране осуждается, а победу в «войне» одерживает та сторона, которая перекричит другую. Относительно боя печёными «лесными яблоками, яйцами и свежими сырами» комментаторы указывают на французскую культурную традицию, существовавшую ещё в XVII веке. В случае если представление зрителям не нравилось, они забрасывали актёров не гнилыми, а печёными яблоками, которые продавались у входа в театр. В Нормандии зафиксирована поговорка: «Во времена короля Гильемо люди сражались печёными яблоками». Кроме того, этот эпизод трактуют как литературную пародию на феодальные войны. В романе указывается, что позже «Окассен жил в замке Торлор, полный веселья и радости, так как с ним была Николет, его нежная подруга, которую он так любил», а «король Торлорский» больше нигде не упоминался. Предполагается, что такой сюжетный сдвиг вызван или тем, что текст был испорчен, или в нём появилась лакуна. Кроме того, возможно, что в результате конфликта Окассен сбросил с престола короля и занял его место. Окассен правил страной три года до того времени, пока её не захватили сарацины. Они разлучили влюблённых. Николетта оказалась в Картахене, где в ней узнал свою дочь местный правитель. Окассен сумел счастливо избежать плена, так как корабль сарацин потерпел крушение в районе его родового замка Бокер. Так как его родителей уже не было в живых, он вступил во владение графством. После этого к нему присоединилась Николетта.
Литературовед Андрей Михайлов считал, что роман по своему характеру «нерыцарский» (однако не «антирыцарский»), а Торлор — это «феодальная „антистрана“». Михаил Бахтин отмечал, что Торлор относится к народным фантастическим странам «обжорства и безделья». Кроме того, королевство представляет собой «мир наизнанку»: «Король здесь рожает, а королева ведёт войну. Война эта носит чисто карнавальный характер: дерутся с помощью сыров, печёных яблок и грибов (рожающий король и война съестными продуктами — типичные народно-праздничные образы)». Битву, которое королевство вело с неназванным противником, назвали одним из самых «абсурдных и бурлескных эпизодов» в сюжете, а воинственное поведение Окассена представлено в сниженном плане, дополнительно характеризуя произведение как пародийное, гротескное по характеру.